# Phyllomacromia africana
Phyllomacromia africana é uma espécie de libelinha da família Corduliidae.
Pode ser encontrada nos seguintes países: República do Congo, República Democrática do Congo, Egipto, Gana, Guiné-Bissau, Nigéria, Senegal, Sudão, Tanzânia, Uganda, possivelmente Etiópia e possivelmente em Malawi.
Os seus habitats naturais são: florestas subtropicais ou tropicais húmidas de baixa altitude e rios.